# Isthmohelea disjuncta
Isthmohelea disjuncta är en tvåvingeart som beskrevs av Ingram och John William Scott Macfie 1931. Isthmohelea disjuncta ingår i släktet Isthmohelea och familjen svidknott. Inga underarter finns listade i Catalogue of Life.